# Hagar Schon Aaronson Shrieve
Gli Hagar Schon Aaronson Shrieve (abbreviati in HSAS) sono stati un supergruppo statunitense hard rock composto da Sammy Hagar (futuro Van Halen), Neal Schon (Journey), Kenny Aaronson e Michael Shrieve. Pubblicarono un solo album in studio, comprendente registrazioni risalenti alle due esibizioni dal vivo al Warfield di San Francisco. Su Through the Fire sono state escluse le voci del pubblico durante il missaggio. L'album comprende una cover di A Whiter Shade of Pale dei Procol Harum.

## Formazione
- Sammy Hagar - voce
- Neal Schon - chitarra
- Kenny Aaronson - basso
- Michael Shrieve - batteria

### Altri membri
- Nick Sciorsci

## Discografia

### Studio
- 1984 - Through the Fire

### Singoli
- 1984 - A Whiter Shade of Pale